# جان فرانکو مورینی
جان فرانکو مورینی (ایتالیایی: Gian Franco Morini؛ زادهٔ ۲۳ اکتبر ۱۹۸۴) یک کارگردان اهل ایتالیا است. وی از سال ۲۰۰۷ میلادی تاکنون مشغول فعالیت بوده‌است.